# Elgersheimsee
Der sogenannte Elgersheimsee (auch Hofsee) ist ein etwa acht Hektar großer Baggersee in der Gemarkung des Volkacher Gemeindeteils Fahr im unterfränkischen Landkreis Kitzingen. 

## Geografische Lage
Der Elgersheimsee liegt im Südosten der Gemarkung des Volkacher Gemeindeteils Fahr im unterfränkischen Landkreis Kitzingen. Wenig nordöstlich des Sees steht das namengebende Hofgut Elgersheim, dem die Flurstücke des heutigen Sees auch historisch zugeordnet waren. Der etwa 610 Meter lange und 130 Meter breite See auf 194 m ü. NHN hat eine Fläche von etwa 8 ha, ein Einzugsgebiet von etwa 1⁄4 km² und wird über einen schmalen Zugang vom Wasser des Mains gespeist, an dessen linkem Ufer er sich etwa zwischen Flusskilometer 310,5 und 309,7 erstreckt. Der Elgersheimsee wird heute über mehrere Feldwege erschlossen, so verläuft ein wichtiger Radweg zwischen Volkach und Fahr am Gewässer vorbei. Nächste Kraftfahrstraße ist die Kreisstraße KT 34, die in einem halben Kilometer Entfernung im Nordosten vorbeiführt.

## Geschichte
Noch Anfang der 1980er Jahre war an der Stelle des Sees ein Spielplatz für die Bevölkerung des Volkacher Gemeindeteils Fahr zu finden. Die Kitzinger Firma Lenz-Ziegler-Reifenscheidt (LZR) hatte allerdings bereits im Oktober 1964 die Genehmigung zur Erschließung des Geländes erhalten. Das Gebiet wurde für die Gewinnung von Kies und Sand genutzt, die als Rohstoffe für die Betonherstellung benötigt wurden. Wegen der Nähe zu den unter Naturschutz stehenden Sandgrasheiden wurde eine Erlaubnis zum Ausbaggern nur unter hohen Umweltauflagen erteilt.
Deshalb wurde, vor Beginn der Ausbaggerarbeiten im heutigen Elgersheimsee, zunächst eine Sandschicht in einem im Nordwesten angrenzenden Areal aufgeschüttet und mit Mähgut ergänzt. Bereits im Juni 1974 gelang auf den neu entstandenen Flächen der Nachweis von verschiedenen, unter Schutz stehenden Arten, wie der Sand-Silberscharte (Jurinea cyanoides), Silbergras (Corynephorus canescens) und der Sandgrasnelke (Armeria). Der See selbst entstand zu Beginn der 1980er Jahre und hatte 1983 bereits nahezu die heutige Größe erreicht. Ab den 1990er Jahren begann die gezielte Anpflanzung von Bäumen und Sträuchern um das Gewässer, das heute vor allem als beliebter Badesee genutzt wird.

## Schutzgebiete
Der Elgersheimsee liegt in einem Gebiet, das von Schutzgebieten nahezu aller Schutzkategorien durchsetzt ist. Die gesamte Fläche ist Teil des Landschaftsschutzgebietes Volkacher Mainschleife, der größten Flussmäanderlandschaft in Bayern. Der See ist von einer Vielzahl an unterschiedlichen Biotopen umgeben. Besondere Bedeutung haben die gewässerbegleitenden Gehölze an den nördlichen Ufern des Sees, die 1978 gepflanzt wurden. Der See ist zudem Teil des Fauna-Flora-Habitats Mainaue zwischen Grafenrheinfeld und Kitzingen sowie des Vogelschutzgebietes Maintal zwischen Schweinfurt und Dettelbach. Besondere Bedeutung für das Gewässer hat die Nähe zum Naturschutzgebiet Sandgrasheiden am Elgersheimer Hof.